# محمد بوزواوي
محمد بوزواوي (مواليد 21 ديسمبر 1967 في بابا حسن، درارية، الجزائر) هو كاتب وأستاذ جامعي جزائري.

## تعليمه
دراس الابتدائية في بلدية خرايسية في الفترة بين 1973 و1980، ثم درس المرحلتين المتوسطة والثانوية في بلدية الدويرة بين عامي 1980 و1987. تخرج من جامعة الجزائر بتخصص الآداب، وتابع دراسته بالجامعة ذاتها في قسم اللّغة العربيّة وآدابها.

## حياته العملية
عمل مدرسًا في التعليم الثانوي بمدرسة زُبيدة ولْد قابلية الثانوية في بلدية الدرارية. وفي عام 2006، بدأ عمله أستاذًا جامعيًا في جامعة يحيى فارس في ولاية المدية. بدأ بوزواوي الكتابة الصحفية عام 1986 في جريدة أضواء، أما أول مؤلفاته فكان كتاب أضواء أدبيّة والذي نشر عام 1998.

## مؤلفاته
| م | العمل                                                                      | عام الإصدار | الناشر   | عدد الصفحات | رقم تعريفي                                               | مراجع                   |
| - | -------------------------------------------------------------------------- | ----------- | -------- | ----------- | -------------------------------------------------------- | ----------------------- |
| 1 | تاريخ العروض العربي: من التأسيس إلى الاستدراك: دراسة في نشأة العروض وتطوره | 2002        | دار هومه | 266         | (ردمك 9961666666، وردمك 9789961666661)                   | [ 2 ] [ 3 ] [ 4 ] [ 5 ] |
| 2 | موسوعة شعراء العرب                                                         | 2010        | دار هومه | 542         | (ردمك 9961654676، وردمك 9789961654675)                   | [ 6 ] [ 7 ] [ 8 ]       |
| 3 | الوجيز في شرح المعلقات العشر                                               | 2013        | دار هومه | 446         | (ردمك 9961657276، وردمك 9789961657270، وردمك 9961657287) | [ 9 ] [ 10 ] [ 11 ]     |